# Список послов США в Ливии
В статье представлен список послов США в Ливии.
- 24 декабря 1951 г. — установлены дипломатические отношения. Генеральное консульство США в Триполи преобразовано в представительство.
- 1954 г. — дипломатическое представительство США в Ливии преобразовано в посольство. Открытие посольства Ливии в США.
- 8 февраля 1980 г. — отзыв временного поверенного в делах США в Ливии, после поджога посольства США 2 декабря 1979 г.
- 2—6 мая 1980 г. — закрытие посольств обоих стран, дипломатические отношения де-факто прерваны.
- 8 февраля 2004 г. — учреждение Секции интересов США при посольстве Бельгии в Ливии.
- 8 июля 2004 г. — учреждение Секции интересов Ливии при посольстве ОАЭ в США.
- 31 мая 2006 г. — дипломатические отношения восстановлены.
- Июль 2014 — август 2015 г. — дипломатические отношения со стороны США осуществлялись через посольство в Мальте.
- С августа 2015 г. — работа посольства США перенесена из Мальты в Тунис.

## Список послов
| Фото                                               | Посол                 | Срок полномочий                   | Вручение верительных грамот | Комментарии                                                                                          |
| -------------------------------------------------- | --------------------- | --------------------------------- | --------------------------- | --- |
|                                                    | Эндрю Грин Линч       | 24 декабря 1951 — 6 марта 1952    |                             | Временный поверенный в делах                                                                         |
|                                                    | Генри Серрано Виллард | 7 февраля 1952 — 24 июня 1954     | 6 марта 1952                | Чрезвычайный посланник и полномочный министр                                                         |
|                                                    | Джон Тэппин           | 25 сентября 1954 — 17 марта 1958  | 16 ноября 1954              | |
|                                                    | Джон Уэсли Джонс      | 5 февраля 1958 — 20 декабря 1962  | 17 марта 1958               | |
|                                                    | Эдвин Аллан Лайтнер   | 3 мая 1963 — 30 июня 1965         | 27 мая 1963                 | |
|                                                    | Дэвид Ньюсом          | 22 июля 1965 — 21 июня 1969       | 16 октября 1965             | |
|                                                    | Джозеф Палмер II      | 8 июля 1969 — 7 ноября 1972       | 9 октября 1969              | |
|                                                    | Гарольд Джозиф        | 7 ноября 1972 — декабрь 1973      |                             | Временный поверенный в делах                                                                         |
|                                                    | Роберт Штейн          | декабрь 1973 — декабрь 1974       |                             | Временный поверенный в делах                                                                         |
|                                                    | Роберт Карль          | январь 1975 — август 1978         |                             | Временный поверенный в делах                                                                         |
|                                                    | Уильям Иглтон         | август 1978 — 8 февраля 1980      |                             | Временный поверенный в делах                                                                         |
| 1980–2006 гг. — дипломатические отношения прерваны |                       |                                   |                             | |
|                                                    | Грегори Берри         | 31 мая — 10 октября 2006          |                             | Временный поверенный в делах; С 28 июня 2004 по 31 мая 2006 — главный офицер Офиса связи США в Ливии |
|                                                    | Чарльз Сесил          | 15 ноября 2006 — 11 июля 2007     |                             | Временный поверенный в делах                                                                         |
|                                                    | Джин Кретц            | 17 декабря 2008 — 15 мая 2012     | 11 января 2009              | |
|                                                    | Кристофер Стивенс     | 22 мая — 11 сентября 2012         | 7 июня 2012                 | Был убит во время нападения на консульство США в Бенгази                                             |
|                                                    | Лоуренс Поуп          | 11 сентября 2012 — 4 января 2013  |                             | Временный поверенный в делах                                                                         |
|                                                    | Уильям Робак          | 4 января — май 2013               |                             | Временный поверенный в делах                                                                         |
|                                                    | Дебора Джонс          | 30 мая 2013 — 12 сентября 2015    | 20 июня 2013                | |
|                                                    | Питер Бодде           | 19 ноября 2015 — 19 декабря 2017  | 21 января 2016              | |
|                                                    | Дональд Блом          | 13 июля — 15 ноября 2018          |                             | Временный поверенный в делах                                                                         |
|                                                    | Питер Бодде           | 15 ноября 2018 — май 2019         |                             | Временный поверенный в делах                                                                         |
|                                                    | Натали Бейкер         | июнь — август 2019                |                             | Временный поверенный в делах                                                                         |
|                                                    | Ричард Норланд        | 8 августа 2019 — 8 сентября 2022  | 14 августа 2019             | |
|                                                    | Лесли Ордеман         | 8 сентября 2022 — 24 августа 2023 |                             | Временный поверенный в делах                                                                         |
|                                                    | Ричард Норланд        | 24 августа — 9 октября 2023       |                             | Специальный посланник и временный поверенный в делах                                                 |
|                                                    | Джереми Берндт        | 9 октября 2023 — н. в.            |                             | Временный поверенный в делах                                                                         |